# アブデルカデル・オウェスラティ
カデル（Kader）ことアブデルカデル・オウェスラティ・カアビ（Abdelkader Oueslati Kaabi、1991年10月7日 - ）は、フランス・デシーヌ＝シャルピュー出身のサッカー選手。クラブ・アフリカーン所属。ポジションはDFまたはFW。

## クラブ経歴
2009年にアトレティコ・マドリードのカンテラに加入し、2012年8月19日のレバンテUD戦にてトップチームデビューを果たした。
2014年8月14日、CDヌマンシアへ2014-15シーズン終了までレンタル移籍した。